# 認知処理療法
認知処理療法（にんちしょりりょうほう、Cognitive processing therapy :CPT ）は、心的外傷後ストレス障害（PTSD）や関連疾患の治療のための心理療法である 。
認知行動療法（CBT）の要素が含まれている。12回のCPTセッションは、退役軍人  性的暴行の被害者   、難民などのPTSDの治療に効果があることが証明されている。 CPTは、個人または集団の治療形式で、PTSDに対する最も効果的な治療法の一つ 。

## 解説
CPT理論では、PTSDを回復の障害としている。トラウマ体験の原因と結果についてのクライアントの信念が、否定的な感情を生み出し、トラウマ記憶と体験から生じる感情を正確に処理することを妨げている。否定的な感情は対処が難しいため、PTSD クライアントは、日常生活を送るための戦略としてトラウマの引き金となるものを避けることで、自然な回復プロセスを妨げることがある。避けることで、トラウマ体験を処理し、適応的な理解を得る機会が制限される。CPTは、トラウマ特有の認知テクニックを取り入れ、PTSDクライアントが、これらの「行き詰まり」を正確に評価し、回復に向けて前進するのを助ける。

## 歴史
CPTの開発は、1988年にパトリシア・レシックの研究から始まった。PTSDの治療のための最初のランダム化比較試験は、キャンディス・M・モンソンによって実施された。

## 治療の段階
治療の焦点は、クライアントがトラウマ体験を理解し再概念化できるように支援すること。これにより、トラウマ体験が、現在の生活へ及ぼす悪影響を軽減することを目指す。 クライアントが、トラウマによって生じたメタ感情や信念を検討し評価することが必要なため、トラウマの回避を減らすことが重要。
第一段階は、PTSD、思考、感情に関する教育。セラピストは、クライアントの問題に対する共通の理解を築き、PTSD の発症と維持のメカニズムに関する認知理論を概説することで、クライアントとの信頼関係を築き、協力を得ることを目指す。 セラピストは、クライアントに、イベントが起こった理由、そして自分自身、他人、世界についての考えにどのような影響を与えたかについてのクライアントの理解の現在の状況を把握するために、影響評価書を書くように依頼する。 この段階では、自動思考（automatic thoughts）を特定し、思考と感情の関係に対する認識を高める。 トラウマ体験からの回復を妨げる不適応的な考え（「行き詰まりポイント」）を特定することをクライアントに教える。
次の段階では、トラウマの処理が行われる。セラピストは、クライアントにトラウマ体験の詳細な記録を書くように依頼し、クライアントはそれをセッション中にセラピストに読み上げる。 これは、回避パターンを打破し、感情処理することを目的とする。最終的な目標は、クライアントが認知の歪みを明確にし、修正すること。 回復に不可欠なのは、セラピストの解釈を無条件に受け入れることではなく、クライアント自身がトラウマについての新たな認識に到達するという考えに基づいて、セラピストがソクラテス式の質問を使ってクライアントを優しく促すこと。 または、CPTは、書面による記録を使用せずに実施することもできる（CPT-Cognitive、CPT-Cと呼ばれる変種）。これは、同等以上に効果的と考えられている。この代替方法は、セラピストとクライアントの間のソクラテス的対話によって行われる。
治療の最終段階では、クライアントが前の段階で学んだスキルを強化し、それらのスキルを使用してトラウマ体験に関する考えをさらに特定、評価、修正できるようにする。その目的は、クライアントが治療を終えるときに、治療後の生活で適応的な対処戦略を使用する自信と能力を身につけられるようにすること。 この段階では、トラウマ体験によって最もダメージを受ける5つの概念領域に焦点を当てる： 安全、信頼、権威、自尊心、親密さ。クライアントは、トラウマ体験がどのようにして過度に一般化された考えをもたらしたか、また、これらの考えが現在の機能や生活の質にどのような影響を与えているかを認識する練習をする。